# Saison 2016 de l'équipe cycliste Coop-Øster Hus
La saison 2016 de l'équipe cycliste Coop-Øster Hus est la douzième de cette équipe.

## Préparation de la saison 2016

### Sponsors et financement de l'équipe
Les principaux sponsors restent les mêmes que 2015, les supermarchés coopératifs Coop (no) et le constructeur Øster Hus.

### Arrivées et départs
| Arrivées            | Équipe 2015     |
| ------------------- | --------------- |
| Ole André Austevoll | FixIT.no        |
| Øivind Lukkedahl    | Ringeriks-Kraft |
| Even Rege           | FixIT.no        |
| Andreas Sandnes     |                 |

| Départs                 | Équipe 2016                  |
| ----------------------- | ---------------------------- |
| Fredrik Strand Galta    | Delko-Marseille Provence-KTM |
| Tormod Hausken Jacobsen | ?                            |
| Markus Hoelgaard        | Joker                        |

## Coureurs et encadrement technique

### Effectif
| Effectif 2016                              | Effectif 2016     | Effectif 2016 | Effectif 2016                   |
| Cycliste                                   | Date de naissance | Pays          | Équipe précédente               |
| ------------------------------------------ | ----------------- | ------------- | ------------------------------- |
| Ole André Austevoll                        | 15 avril 1994     | Norvège       | FixIT.no (2015)                 |
| Håkon Frengstad Berger                     | 24 août 1992      | Norvège       | Ringeriks-Kraft (2014)          |
| Håvard Blikra                              | 2 novembre 1991   | Norvège       | Stavanger Sykleklubb (2010)     |
| Magnus Børresen                            | 18 septembre 1988 | Norvège       | OneCo (2013)                    |
| Kristian Dyrnes                            | 20 avril 1992     | Norvège       |                                 |
| Krister Hagen                              | 12 janvier 1989   | Norvège       | OneCo (2013)                    |
| August Jensen                              | 29 août 1991      | Norvège       | Trondhjems Velocipedklub (2012) |
| Oscar Landa                                | 15 août 1993      | Norvège       | Stavanger Sykleklubb (2012)     |
| Øivind Lukkedal                            | 19 juin 1994      | Norvège       | Ringeriks-Kraft (2015)          |
| Even Rege                                  | 24 avril 1994     | Norvège       | FixIT.no (2015)                 |
| Andreas Sandnes Olsen                      | 19 mars 1994      | Norvège       |                                 |
|                                            |                   |               |                                 |
| Sources : ProCyclingStats Cycling Archives |                   |               |                                 |

| Cycliste               | Date de naissance | Nationalité | Équipe 2015     |  |
| ---------------------- | ----------------- | ----------- | --------------- |  |
| Ole André Austevoll    | 15 avril 1994     | Norvège     | FixIT.no        |  |
| Håkon Frengstad Berger | 24 août 1992      | Norvège     | Coop-Øster Hus  |  |
| Håvard Blikra          | 2 novembre 1991   | Norvège     | Coop-Øster Hus  |  |
| Magnus Børresen        | 18 septembre 1988 | Norvège     | Coop-Øster Hus  |  |
| Kristian Dyrnes        | 20 avril 1992     | Norvège     | Coop-Øster Hus  |  |
| Krister Hagen          | 12 janvier 1989   | Norvège     | Coop-Øster Hus  |  |
| August Jensen          | 29 août 1991      | Norvège     | Coop-Øster Hus  |  |
| Oscar Landa            | 15 août 1993      | Norvège     | Coop-Øster Hus  |  |
| Øivind Lukkedahl       | 19 juin 1994      | Norvège     | Ringeriks-Kraft |  |
| Even Rege              | 24 avril 1994     | Norvège     | FixIT.no        |  |
| Andreas Sandnes        | 19 mars 1994      | Norvège     |                 |  |

Portraits
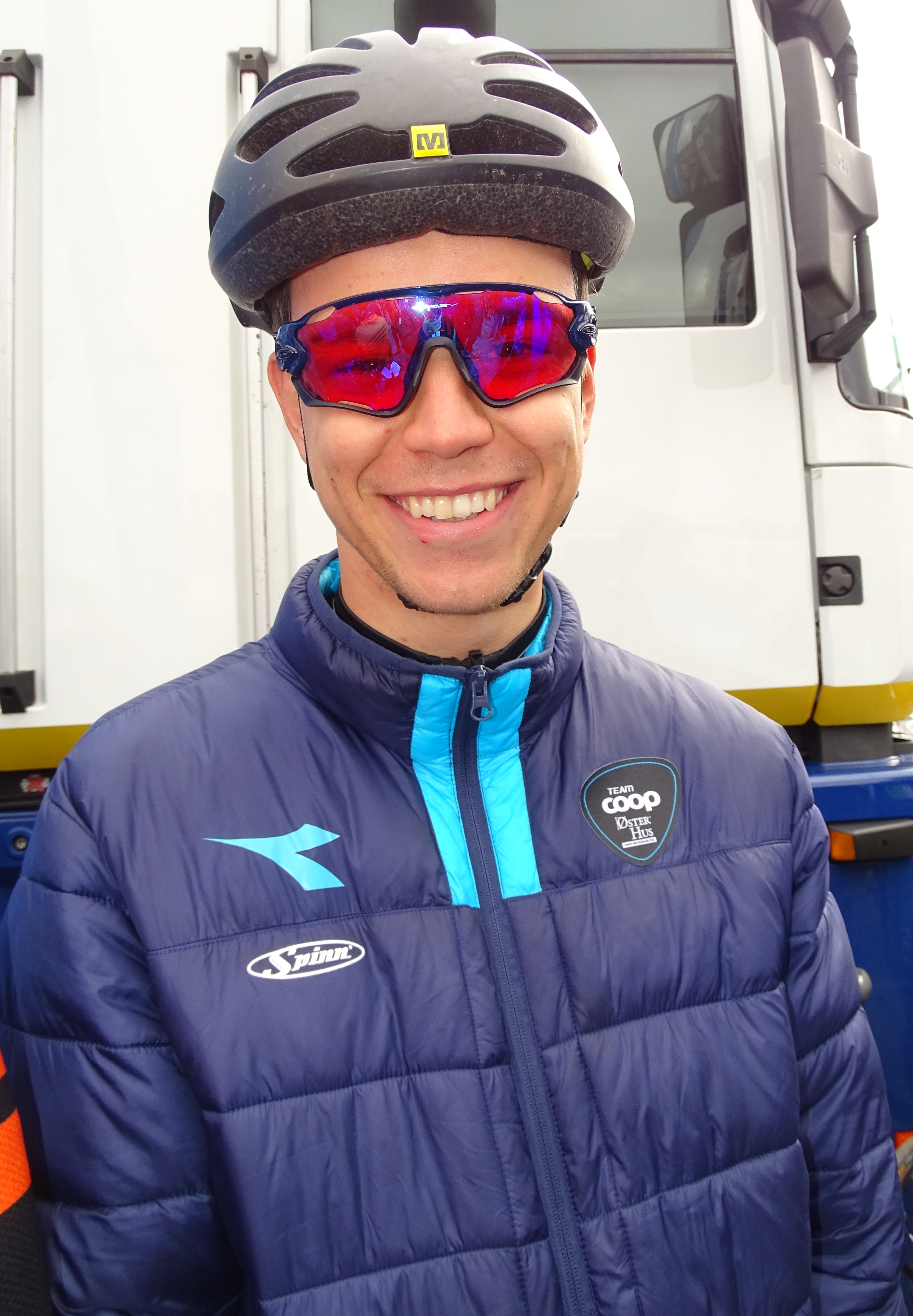
Ole André Austevoll.
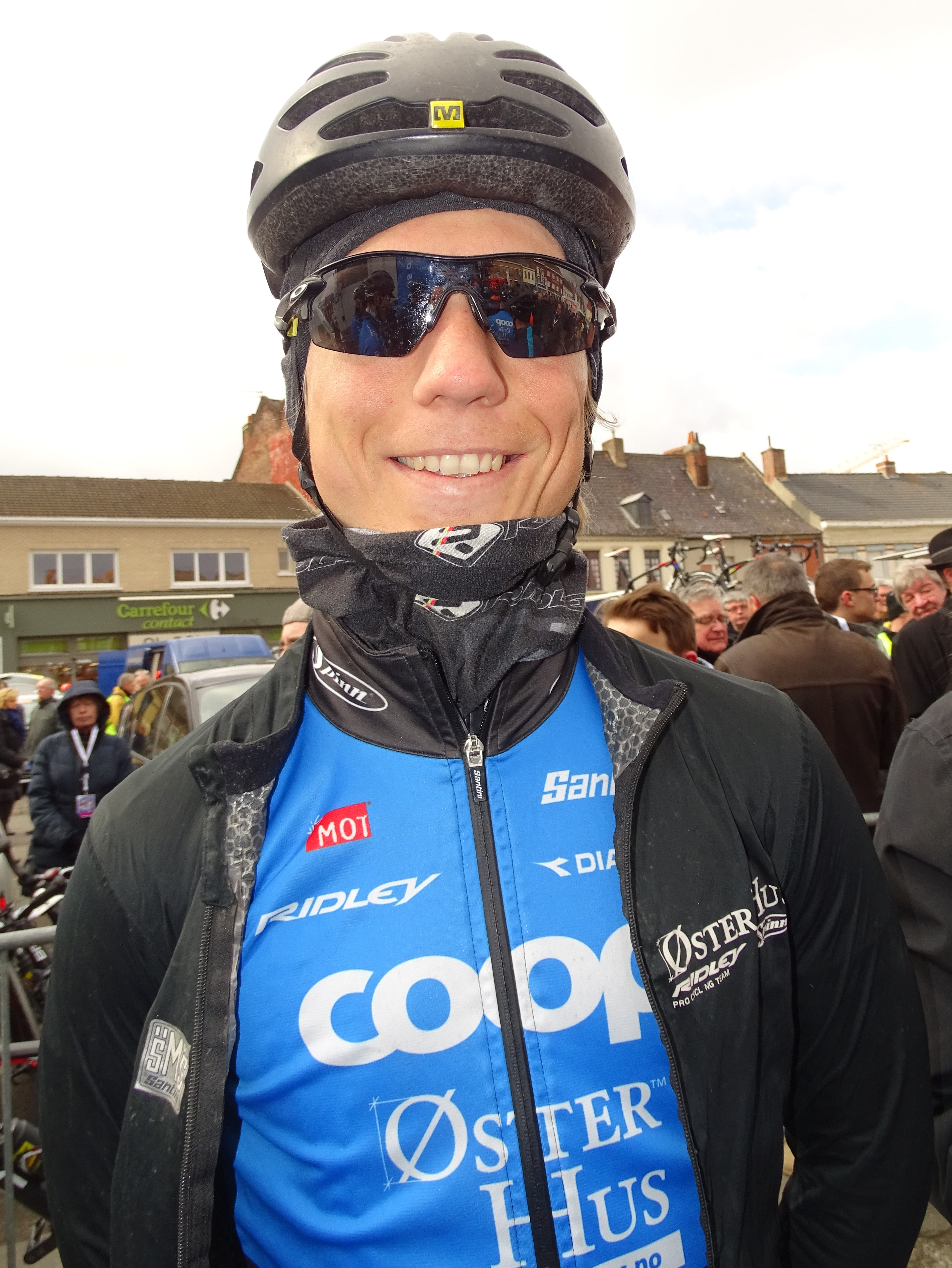
Håvard Blikra.
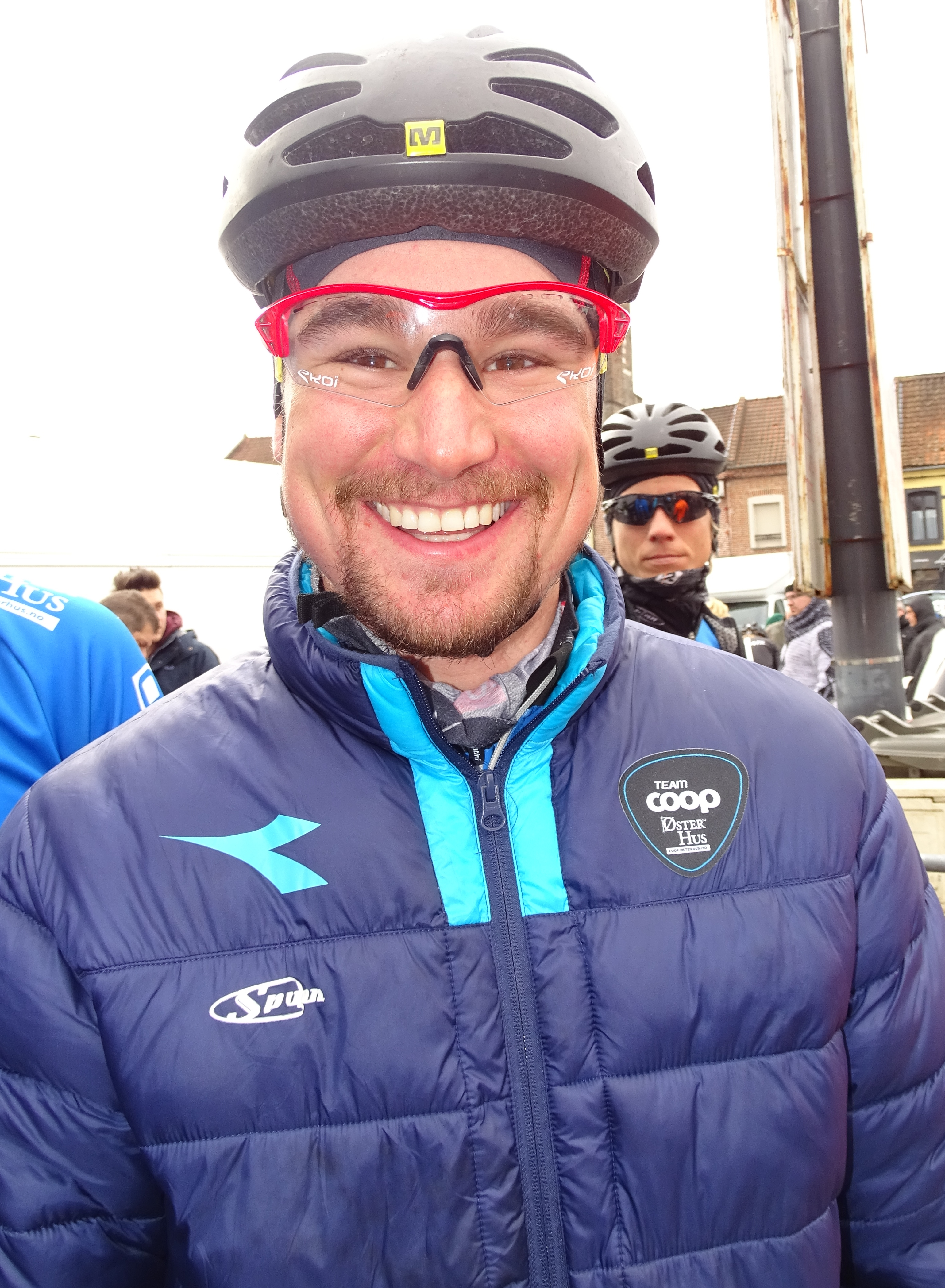
Magnus Børresen.
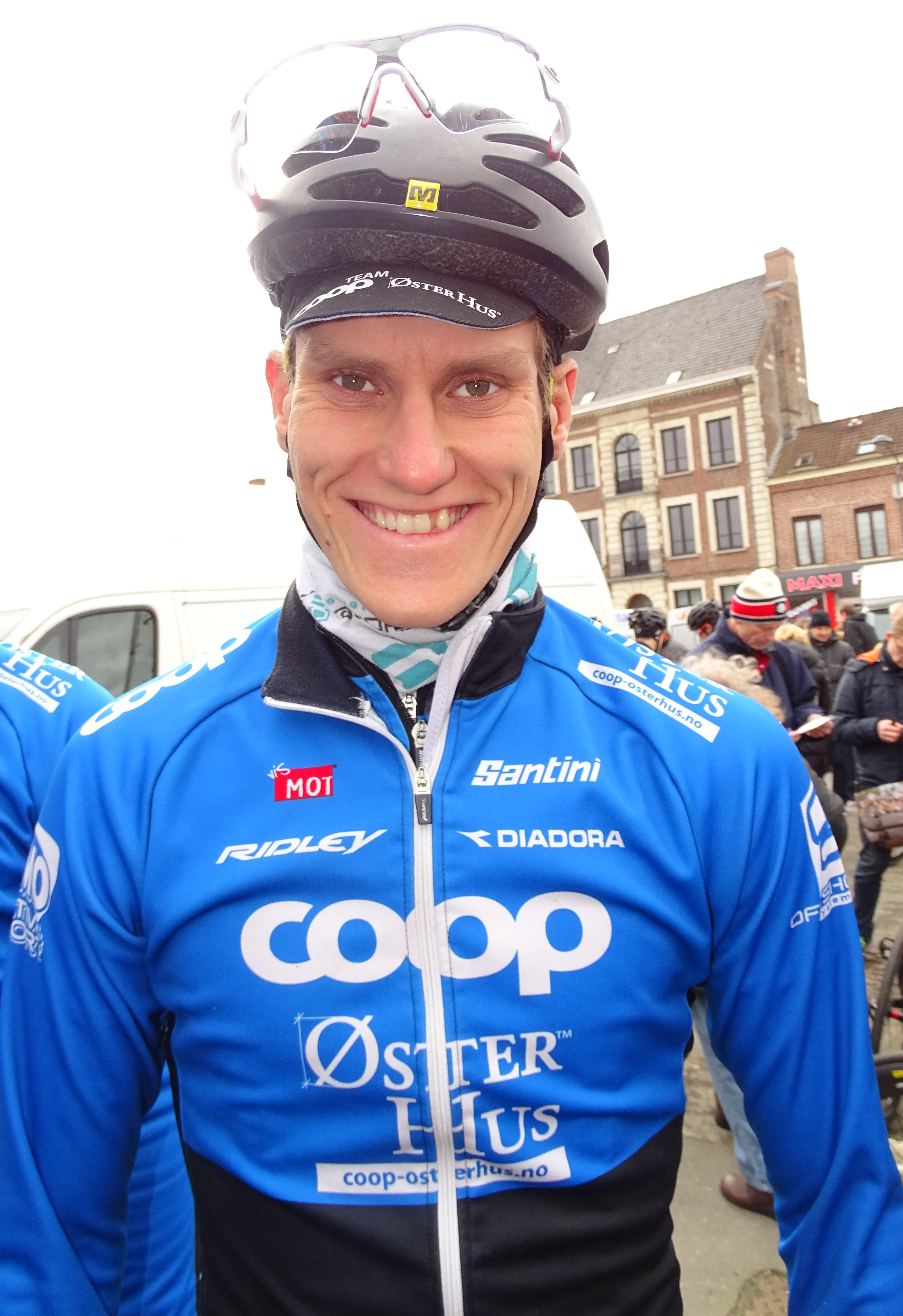
Krister Hagen.
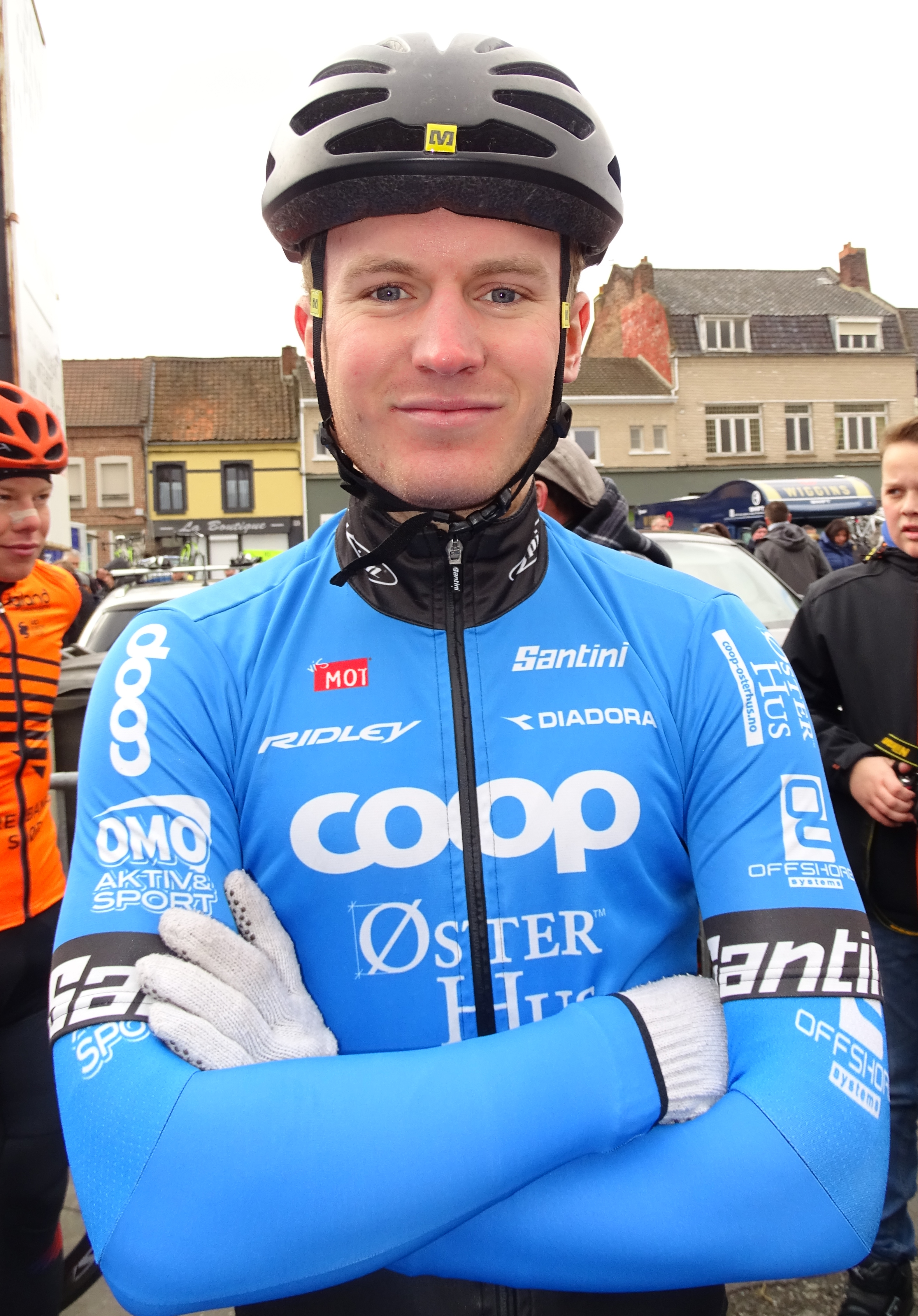
August Jensen.
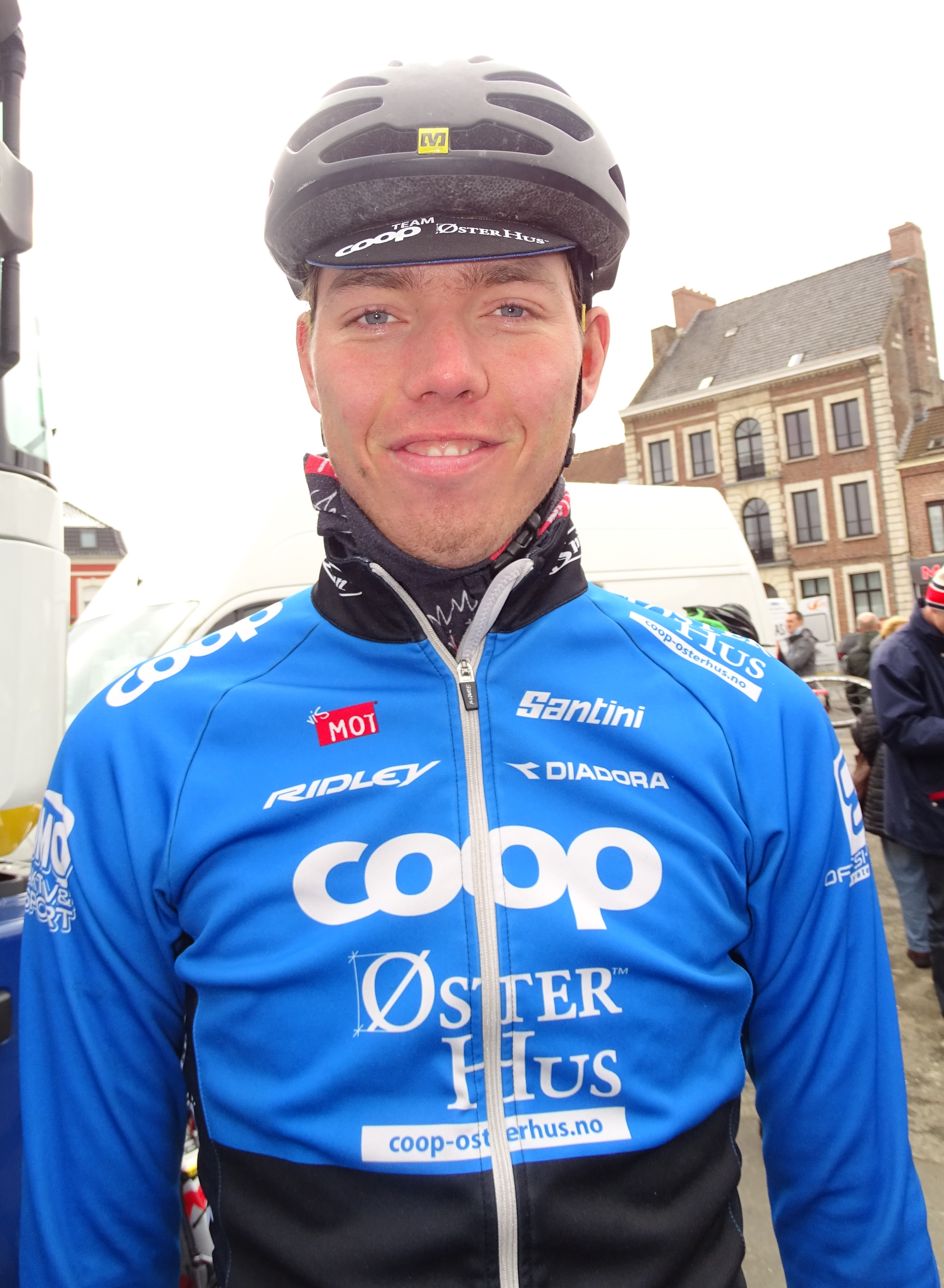
Oscar Landa.
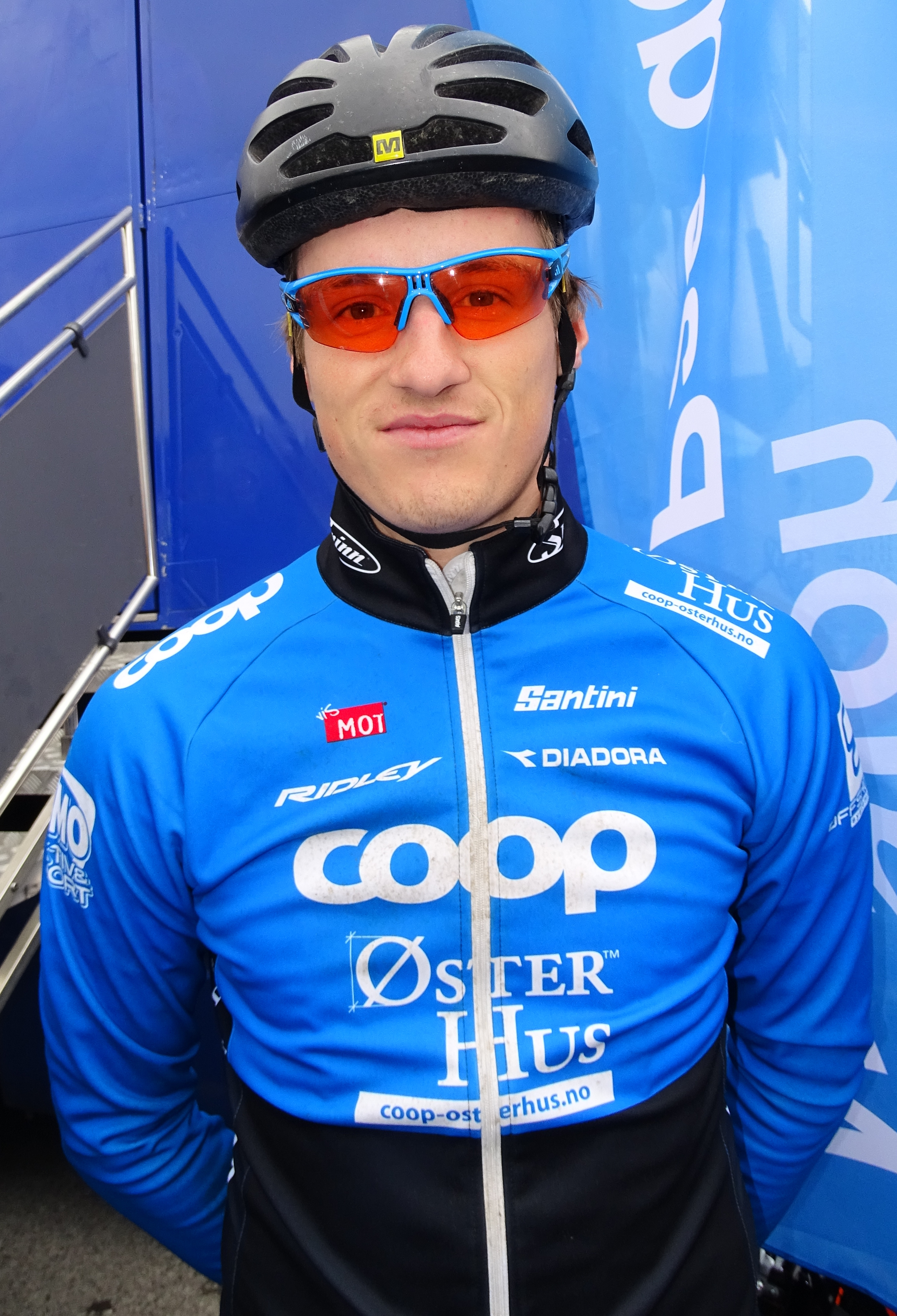
Andreas Sandnes.

## Bilan de la saison

### Victoires
| Date       | Course                                           | Pays     | Classe | Vainqueur     |
| ---------- | ------------------------------------------------ | -------- | ------ | ------------- |
| 12/03/2016 | 1re étape du Grand Prix Liberty Seguros          | Portugal | 2.2    | August Jensen |
| 13/03/2016 | Classement général du Grand Prix Liberty Seguros | Portugal | 2.2    | August Jensen |